# Сериате
Сериа̀те (на италиански: Seriate, на източноломбардски: Seriàt, Сериат) е град и община в Северна Италия, провинция Бергамо, регион Ломбардия. Разположен е на 247 m надморска височина. Населението на общината е 25 130 души (към 2013 г.).